# 1994 RU1
1994 RU1 är en asteroid i huvudbältet som upptäcktes den 1 september 1994 av den amerikanska astronomen Eleanor F. Helin vid Palomarobservatoriet.
Asteroiden har en diameter på ungefär 12 kilometer.